# 루크 그레거슨
루커스 존 "루크" 그레거슨(Lucas John "Luke" Gregerson, 1984년 5월 14일 ~ )은 미국의 야구 선수로 현재 메이저 리그 베이스볼 세인트루이스 카디널스의 투수이다. 그는 이전에 샌디에이고 파드리스, 오클랜드 애슬레틱스와 휴스턴 애스트로스를 위하여 활약하였다. 그는 2013년 탬파베이 레이스의 조엘 페랄타가 41개 보유와 함께 기록을 깰 때까지 40개와 함께 싱글 시즌에서 메이저 리그 기록을 세웠다. 그는 일리노이주 버윈에 있는 J. 스털링 모턴 고등학교와 세인트 새비어 대학교에서 수학하였다.

## 프로 경력

### 마이너 리그
그레거슨은 2006년 메이저 리그 베이스볼 드래프트의 28 라운드에서 세인트루이스 카디널스에 의하여 드래프트되었다. 그는 그해에 루키 수준의 존슨 시티 카디널스와 짧은 시즌의 스테이트 칼리지 스파이크스 사이에 자신의 첫 프로 시즌을 보냈다. 그는 존슨 시티와 함께 15개의 경기들에서 3.86의 평균자책점과 함께 0 승 1 패, 그리고 스테이트 칼리지와 함께 1.72의 평균자책점과 함께 6 승 1 패로 갔다.
2007년 그레거슨은 상급 팜비치 카디널스와 AA 스프링필드 카디널스 사이에 시즌을 갈랐다. 팜비치와 함께 그는 1.97의 평균자책점과 함께 3 승 4 패로 갔고, 스프링필드와 함께 그는 자신의 단 하나의 이닝에서 완벽하였다.
그레거슨은 텍사스 리그의 AA 스프링필드와 함께 전체의 2008년 시즌을 보냈다. 그는 57개의 경기에서 투구한 751/3의 이닝에서 3.35의 평균자책점, 10개의 세이브와 함께 7 승 6 패로 갔다.

### 샌디에이고 파드리스
2009년 시즌 전에 그레거슨은 칼릴 그린을 위하여 마크 워렐과 함께 샌디에이고 파드리스로 이적되었다.
그레거슨은 파드리스와 전체의 시즌을 보내며 72개의 경기들에서 7개의 세이브 기회들에서 하나의 세이브와 3.24의 평균자책점과 함께 2 승 4 패로 갔고 75개의 이닝에서 93개의 스트라이크아웃을 가졌다. 6월 16일 그레거슨은 자신의 오른쪽 어깨에 건염으로 15일간의 장애자 명단에 놓여 시즌의 대략 1달을 놓쳤다. 2009년 9월 24일 그는 콜로라도 로키스를 상대로 자신의 첫 메이저 리그 세이브를 얻었다.
2010년 그레거슨은 파드리스를 위하여 정규적 7번째 이닝의 구원 투수로서 자신의 역할을 단결시켜 완료 경기에서 마이크 애덤스와 히스 벨 전에 나왔다. 그는 일시적으로 애덤스가 장애자 명단에 놓인 동안 7월 후순과 8월 초순에 8번째 이닝으로 옮겼다. 9월 23일 그레거슨은 37개와 함께 싱글 시즌 보유를 위한 메이저 리그 기록을 세우는 데 완벽한 7번째 이닝을 제작하였다. 그는 시즌의 말기에 40개로 기록을 늘였다. 그레거슨은 781/3의 이닝에서 3.22의 평균자책점과 89개의 스트라이크아웃과 함께 시즌을 끝냈다.
그레거슨은 파드리스의 정규적 7번째 이닝 선수로서 또다시 2011년을 시작하였다. 그는 팽팽한 우측 경사도와 함께 1달간 출장 못할 때 6월 7일 2.63의 평균자책점과 함께 2 승 1 패였다. 7월 9일 로스앤젤레스 다저스를 상대로 그레거슨은 에런 하랑, 조시 스펜스, 채드 퀄스와 마이크 애덤스가 안타를 허용하지 않은 8번째 이닝으로 합친 후 9번째 이닝에서 경기에 들어갔다. 그는 하나의 볼에서 후안 우리베에 의한 2루타가 있기 전에 첫 2명의 타자들을 아웃시키고 2개의 스트라이크 카운트가 무안타 경기를 깼다. 디오네르 나바로가 그러고나서 다저스를 위한 우승 득점을 매기는 데 그레거슨에 1루타를 쳤다. 이 일은 1972년 스티브 알린 이래 파드리스가 무안타 경기를 투구하는 데 가장 가까이 한 것이었다. 7월의 말기에 애덤스가 텍사스 레인저스로 이적되었을 때 그레거슨은 일시적으로 벨을 위하여 세트업 선수의 8번째 이닝 역할로 들어갔으나 9월 그는 퀄스가 세트업 선수 임무들을 차지하면서 7번째 이닝 위치로 돌아갔다. 그레거슨은 16개의 보유와 2.75의 평균자책점과 함께 시즌을 끝냈으나 그의 스트라이크아웃이 552/3의 이닝들에 34개로 떨어진 어떤 근심이 일어났다.
그레거슨은 7월과 8월 23개의 무득점 이닝 연속을 포함하여 파드리스와 함께 가장 좋은 2012년을 가졌다. 그는 7번째 이닝 선수로서 그해를 시작하였고, 그러고나서 앤드루 캐슈너가 출발 선수로 전환할 때 8번째 이닝으로 옮겼다. 휴스턴 스트리트가 부상을 당할 때 그는 최종회의 역할로 들어가 9개의 세이브를 얻었다. 그는 712/3의 이닝에서 2.39의 평균자책점과 72개의 스트라이크아웃과 함께 시즌을 끝냈다.
그레거슨은 파드리스의 2013년 시즌에서 8번째 이닝 역할을 유지하여 49개의 경기들에서 거기에 나왔다. 스트리트가 장애자 명단에 놓여있을 때 그는 또한 6월 초순에 짧은 막바지의 분전을 위하여 최종회를 지내기도 하였다. 그레거슨은 661/3의 이닝에서 2.71의 평균자책점과 64개의 스트라이크아웃과 함께 시즌을 끝냈다.

### 오클랜드 애슬레틱스
2013년 12월 3일 그레거슨은 외야수 세스 스미스를 위하여 오클랜드 애슬레틱스로 이적되었다. 그레거슨은 팀의 세트업 선수로서 애슬레틱스와 함께 자신의 첫 시즌을 시작하려고 하였다. 하지만 애슬레틱스의 최종회 짐 존슨에 의한 다수의 부족한 4월의 아웃들이 있던 후에 그레거슨은 동료 투수 숀 둘리틀과 함께 애슬레틱스의 최종회 임무들을 나누기로 시작하였다. 4월 16일 그레거슨은 로스앤젤레스 에인절스 오브 애너하임을 상대로 2개의 이닝 아웃에서 세이브를 강타하였다. 에인절스는 5 대 4로 우승하였다. 그레거슨은 4월 20일 자신을 되찾아 안타가 없는 이닝을 투구하고 휴스턴 애스트로스를 상대로 4 대 1로 우승에서 자신의 시즌의 3번째 세이브를 얻었다. 4월 22일 또다른 세이브를 강타하고 레인저스에게 5 대 4로 패하여 더욱 애슬레틱스의 최종회 역할의 미래를 더럽히고 말았다.

### 휴스턴 애스트로스
2014년 12월 12일 그레거슨은 휴스턴 애스트로스와 함께 3년간 18.5백만 달러의 계약을 맺었다. 애스트로스는 그레거슨의 전 파드리스와 애슬레틱스의 동료 선수들 중의 하나인 구원 투수 팻 네셱의 계약으로서 동시에 그레거슨의 계약을 공고하였다. 장려금들은 계약의 3년에 그레거슨이 2천 1백만 달러를 버는 데 후원하였다. 그레거슨은 2015년에 3.10과 2016년 3.28의 평균자책점을 가졌다. 그레거슨과 동료 알렉스 브레그먼은 2017년 미국 야구 국가대표팀과 함께 월드 베이스볼 클래식을 우승하였다. 몇달 후에 그레거슨은 2017년 월드 시리즈를 우승하여 애스트로스가 처음으로 시리즈를 우승하는 특징을 지었다.

### 세인트루이스 카디널스
2017년 12월 13일 그레거슨은 세인트루이스 카디널스와 함께 1천 1백만 달러의 2년 계약을 맺었다. 계약은 2020년 시즌을 위한 부여된 권리를 포함하였다. 그는 당겨진 햄스트링으로 인하여 장애자 명단에 시즌을 시작하였다. 그는 장애자 명단에서 나가는 데 활성화되었으나 12개의 출연들을 통하여 분투한 후 그는 우측 어깨와 팔꿈치의 쓰림과 함께 다시 장애자 명단으로 돌아왔다. 2018년 6월 12일 그레거슨은 갈라진 연골로 자신의 오른쪽 무릎에 수술을 받았다.